# أونيغيري
الأونيغيري (お握り أو 御握り; おにぎり)والمعروف أيضاً بالأُموسوبي (お結び; おむすび)أو كرات الأرز[ ؟ ] هو نوع من أنواع المأكولات اليابانية.يصنع الأونيغيري من الأرز[ ؟ ] الأبيض ويلف بـالنُّوري (أعشاب بحرية مجففة) على شكل مثلثات أو الشكل البيضاوي.عادة ما يكون الأونيغيري محشواً بمختلف أنواع الحشوات بدأً من البرقوق المخلل (الأوميبوشي), سمك السالمون المملح، سمك التونة المجفف (الكاتسوبوشي), الكومبو (نوع من الأعشاب البحرية), بيض السمك أو ما يسمى بـالتاراكو وأي نوع من أنواع الحشوات المالحة أو الحامضة والتي تعمل كمواد حافظة طبيعية. ولأن الأونيغيري من أشهر المأكولات وأكثرها شعبية في اليابان تقوم المحلات الكبرى والمتاجر الصغيرة ببيعها بمختلف الأشكال والحشوات والنكهات.بلإضافة إلى أن هنالك متاجر متخصصة فقط لبيع الأونيغيري.

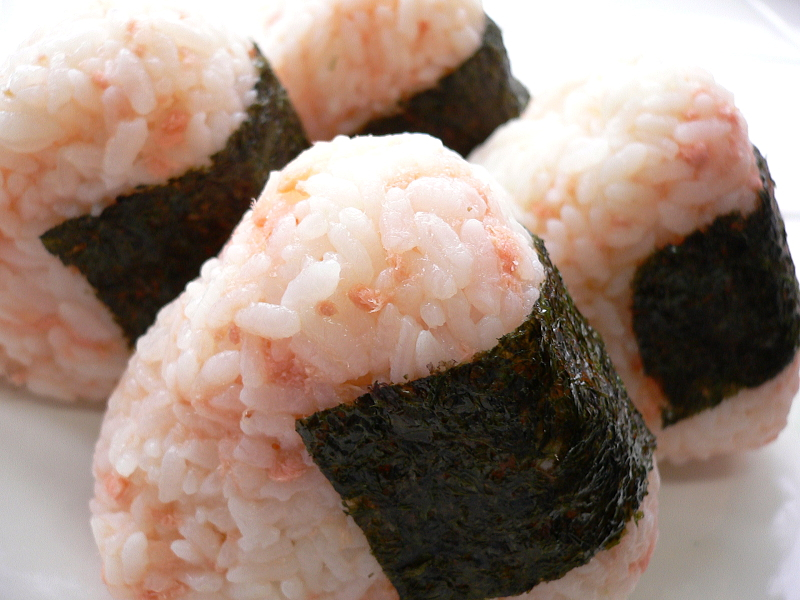
Salmon onigiri by yomi955

## نظرة عامة
بغض النظر عن الاعتقاد الشائع لا يعتبر الأونيغيري نوعاً من أنواع السوشي. يعد الأونيغيري عادة من الأرز السادة (قد يضاف إليه القليل من الملح), بينما يعد السوشي من الأرز بعد إضافة الخل والملح والسكر إليه.الأونيغيري يجعل الرز سهل النقل والأكل بالإضافة إلى حفظه بينما يعتبر السوشي طريقة لحفظ السمك.
كما يتوفر الأونيغيري في كثير من المتاجر في هونغ كونغ، الصين، تايوان وكوريا الجنوبية. في كوريا يسمى بـ«جوميوك باب» (هانغول:주먹밥) أو «سمجاك جمباب» (هانغول:삼각김밥)ومعناها حرفياً «أرز القبضة» أو «أرز أعشاب البحر ذو الشكل المثلث».